# Lulu Santos

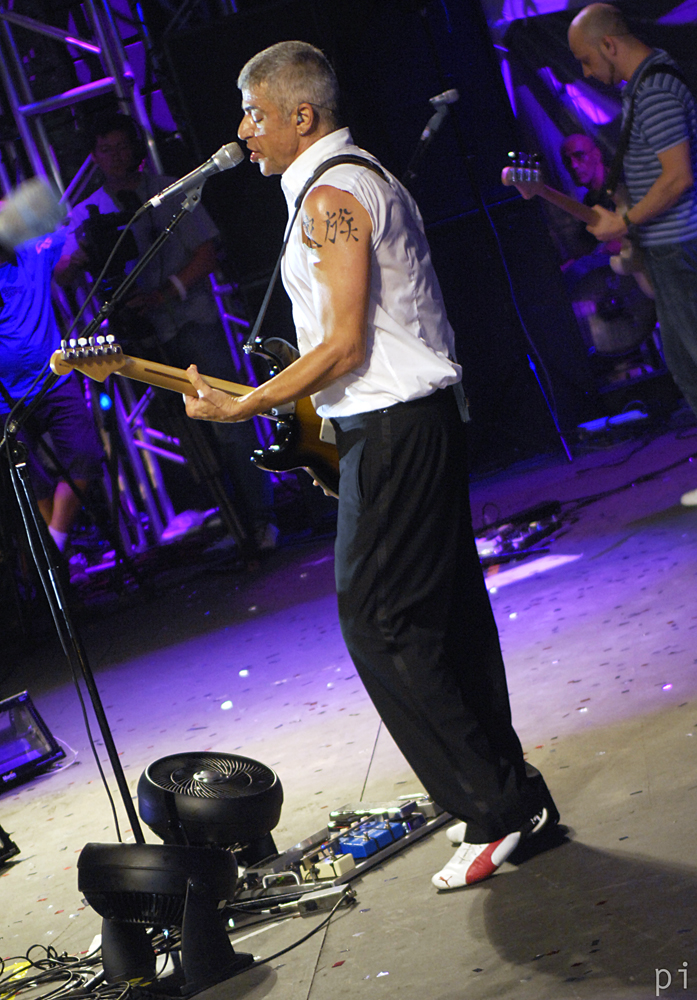
Lulu Santos (2008)

Lulu Santos (* 4. Mai 1953 in Rio de Janeiro), eigentlich Luiz Maurício Pragana dos Santos, ist ein brasilianischer Sänger, Gitarrist und Komponist.

## Werdegang
Lulu Santos war in seiner Jugend von den Beatles begeistert und spielte in der Band Cave Man. Anders als sein Vater wollte er keine militärische Laufbahn einschlagen, sondern verließ früh das Elternhaus und lebte als Hippie. Mit 19 Jahren spielte er in der Gruppe Veludo Elétrico und später bei Vímana. 1981 unterzeichnete er bei WEA einen Plattenvertrag und nahm zusammen mit dem Journalisten Nelson Motta das Album "Tesouros da Juventude" auf. 1982 folgte "Tempos Modernos", 1983 "O Ritmo do Momento" und 1984 "O Último Romântico". Sein Song ”Como uma Onda”, welchen er 1983 schrieb, wurde die Titelmelodie der gleichnamigen Telenovela, die vom TV Globo 1994 bis 1995 ausgestrahlt wurde. 1985 spielte Lulu Santos auf dem Musikfestival Rock in Rio und gewann eine Platin-Schallplatte, gab diesen Preis jedoch wieder zurück, da er die nötigen Verkaufszahlen von 250.000 Exemplaren nicht erreicht hatte. Danach folgte eine Schaffenskrise, Lulu Santos experimentierte mit Stilelementen des Pop und MPB, ohne jedoch mit den Alben ”Popsambalanço”, ”Outras Levadas”, ”Honolulu” und ”Mondo Cane” an die früheren Erfolge anzuknüpfen. Erst durch eine Partnerschaft mit dem Musiker  DJ Memê wurde Lulu Santos wieder erfolgreich. Mit dem Album ”Longplay” war Lulu Santos 2007 drei Jahre lang mit seiner Band auf Tournee und hatte auf seinen Shows insgesamt fünf Millionen Besucher. 2010 feierte Lulu Santos sein 30-jähriges Bühnenbestehen und 20 Jahre MTV in Brasilien.
Lulu Santos war bis zur Scheidung 2006 mit der Journalistin Scarlete Moon verheiratet.

## Besetzung
- Lulu Santos: Gesang und Gitarre
- Chocolate: Schlagzeug
- Hiroshi Mizutani: Keyboard
- Jorge Aílton: Bass und Gesang
- Andréa Negreiros: Perkussion und Gesang
- Pretinho da Serra: Perkussion
- Sílvio Charles: Gitarre und Perkussion

## Diskografie

### Alben
- Tempos Modernos (1982)
- O Ritmo do Momento (1983)
- Tudo Azul (1984)
- Normal (1985)
- Lulu (1986)
- Toda Forma de Amor (1988)
- Popsambalanço e Outras Levadas (1989)
- Amor à Arte - Lulu Santos e Auxílio Luxuoso Ao Vivo (1989)
- Honolulu (1990)
- Mondo Cane (1992)
- Último Romântico I (1993, BR: Gold)[1]
- Último Romantico 2 (1993, BR: Platin)
- Assim Caminha a Humanidade (1994, BR: Gold)
- Eu e Memê, Memê e Eu (1995, BR: ×2Doppelplatin )
- Anticiclone Tropical (1996, BR: Platin)
- De Leve (1996, BR: Platin)
- Liga Lá (1997, BR: Gold)
- Calendário (1999, BR: Gold)
- Lulu Acústico MTV (2000, BR: Platin)
- Programa (2002)
- Bugalu (2003)
- MTV Ao Vivo (2004, BR: Gold)
- Perfil (2004, BR: Gold)
- Letra & Música (2005)
- Longplay (2007)
- Singular (2009)
- Lulu Acústico MTV II (2010)
- Lulu Canta & Toca Roberto e Erasmo (2013, BR: Gold)
- Luiz Maurício (2014)
- Toca + Lulu - Ao Vivo (2015, BR: Diamant)
- Baby Baby! (2017)

### Videoalben
- Lulu Acústico MTV (2000, BR: Platin)
- MTV Ao Vivo (2004, BR: Gold)